# Žebrácký Žďár
Žebrácký Žďár (deutsch Petlarnbrand, älter Petlarner Brand) ist eine Wüstung in Tschechien. Sie befindet sich auf der Gemarkung Žebráky (Petlarn) in der Gemeinde Hošťka (Hesselsdorf) im Okres Tachov.

## Geographie
Die Streusiedlung lag nordöstlich von Hraničky (Reichenthal) bzw. nördlich von Nové Domky (Neuhäusel) im böhmischen Teil des Oberpfälzer Waldes (Český les) im Tal des Mrtvý potok (Kollingbach bzw. Totenbach). 

## Geschichte
Der Ursprung der Siedlung liegt in einem Hegerhaus, das der Besitzer der Herrschaft Tachau Adam Philipp Losy von Losinthal 1734 errichten ließ. Die Einschicht wurde zunächst Brand genannt. Im Jahre 1779 bewilligte Losy 13 Siedlern die Errichtung von Chaluppen, damit entstand die Häusergruppe Hinterhäuseln (Zadní Domky). Später wurden bachaufwärts eine weitere Häusergruppe, die Totenbachflur (Horní Žďár) und drei Kilometer westlich in den Wäldern – dicht an der Grenze zur Herrschaft Groß Maierhöfen bei Reichenthal −, die Einschicht Fuchsloch (Liščí Díra) angelegt. Die gesamte Streusiedlung wurde bald als Petlarner Brand bezeichnet und war der Gemeinde Petlarn zugerechnet. 1785 standen in Petlarn einschließlich Petlarner Brand 62 Häuser. Im Jahre 1800 wurden in Petlarner Brand weitere fünf Chaluppen errichtet, außerdem entstanden die Einschichten Waldhäuser und Neukolling.
1835 bestand das im Pilsner Kreis gelegene Dominikaldorf Petlarner Brand, auch Bettelarmbrand genannt, aus 23 Häusern mit 192 deutschsprachigen Einwohnern. Im Ort gab es ein Försterhaus. Das Dorf unterhielt einen eigenen Privatlehrer, jedoch kein Schulgebäude, so dass in privaten Räumen oder auch bei den Meilern am Waldrand unterrichtet wurde. Nach Petlarner Brand konskribiert waren die als Fuchslöcher bzw. Fuchshäusel bezeichneten vier Waldhäuser. Pfarrort war Purschau. Die Häusler hatten einen jährlichen Pachtzins von zwei Gulden an die Grundherrschaft zu entrichten. Haupterwerbsquellen waren im 19. Jahrhundert die Löffelschnitzerei sowie die Holzdrechslerei und Fertigung von Perlmuttknöpfen. Bis zur Mitte des 19. Jahrhunderts blieb das Dorf der Herrschaft Tachau untertänig, Besitzer waren die Grafen Windisch-Graetz. 
Nach der Aufhebung der Patrimonialherrschaften bildete Petlarnbrand ab 1849 einen Ortsteil der Gemeinde Petlarn im Gerichtsbezirk Tachau. 1868 kauften sich die Häusler aus der Pacht frei. Ab 1869 gehörte Petlarnbrand zum Bezirk Tachau. Zu dieser Zeit hatte das Dorf 246 Einwohner und bestand aus 24 Häusern. Im Jahre 1886 wurde ein Schulgebäude errichtet. Der örtliche Lehrer unterrichtete zu Spitzenzeiten bis zu 86 Schüler in einer Klasse. Im Jahre 1900 lebten in Petlarnbrand 162 Personen, 1910 waren es 181. Nach dem Zusammenbruch der k.k. Monarchie wurde das Dorf 1918 Teil der neu gebildeten Tschechoslowakei. Beim Zensus von 1921 lebten in den 27 Häusern von Petlarnbrand 167 Personen, darunter 161 Deutsche und fünf Tschechen. Der tschechische Ortsname Žebrácký Žďár wurde 1924 eingeführt. Im Jahre 1930 bestand Petlarnbrand aus 27 Häusern und hatte 154 Einwohner. In Folge des Münchner Abkommens wurde das Dorf im Oktober 1938 dem Deutschen Reich zugeschlagen und gehört bis 1945 zum Landkreis Tachau. Nach dem Ende des Zweiten Weltkrieges wurde Žebrácký Žďár wieder Teil der Tschechoslowakei. Die deutschböhmische Bevölkerung wurde in dieser Zeit vertrieben. Im Jahre 1950 lebten in den 25 Häusern von Žebrácký Žďár nur noch vier Personen. Wegen der Nähe zum Eisernen Vorhang wurde Žebrácký Žďár 1950 aufgelöst, die Zerstörung der Häuser erfolgte in den 1950er Jahren. Heute erinnern nur noch das Gefallenendenkmal und wenige Grundmauern von Häusern auf feuchten Wiesen an den Ort.

## Ortsgliederung
Žebrácký Žďár gehört zum Ortsteil Žebráky und ist auch Teil des gleichnamigen Katastralbezirks.

## Söhne und Töchter des Ortes
- Franz Schuster (1902–1977), Pfarrer und Regionalhistoriker

## Sehenswürdigkeiten
- Gefallenendenkmal, enthüllt 1924, es wurde zwischen 1993 und 1994 auf Initiative ehemaliger deutscher Bewohner restauriert